# شب زفاف (فیلم ۱۹۷۶)
شب زفاف (ایتالیایی: Prima notte di nozze) یک فیلم کمدی سکسی سبک ایتالیایی به کارگردانی کورادو پریسکو است که در سال ۱۹۷۶ منتشر شد.

## گزیدهٔ بازیگران
- اورسته لیونلو
- آنا ماتزامائورو
- بومبولو
- اتوره ماتیا
- توچو موزومچی
- داگمار لاساندار
- النا فیوره
- آلدو پولیزی
- آلدو جوفره
- لائورا تروشل
- کلارا بیندی